# NGC 7076
NGC 7076 is een planetaire nevel in het sterrenbeeld Cepheus. Het hemelobject werd op 15 oktober 1794 ontdekt door de Duits-Britse astronoom William Herschel.

## Alpha Cephei
Vanaf de aarde gezien bevindt NGC 7076 zich op ongeveer een graad ten oostnoordoosten van de betrekkelijk heldere ster alpha Cephei. Amateurastronomen kunnen alpha Cephei als gidsster gebruiken om op zoek te gaan naar de planetaire nevel.

## Uranometria 2000.0
Op kaart 33 in de eerste editie van de sterrenatlas Uranometria 2000.0 (Wil Tirion, Barry Rappaport, George Lovi) staan op deze locatie echter twee verschillende objecten, waarvan het noordoostelijke object de aanduiding PK 101+8.1 gekregen heeft (een planetaire nevel), terwijl het zuidwestelijke object de aanduiding NGC 7076 heeft (een gasnevel).

## WIKISKY
Het zoeksysteem van de online fotografische sterrenatlas WIKISKY bevat een fout waardoor internetgebruikers, zoekend naar object NGC 7076, terecht komen op de locatie van de open sterrenhoop NGC 1900 in het zuidelijke sterrenbeeld Goudvis (Dorado). Het zoeksysteem toont voor het gezochte object NGC 1900 inderdaad de betreffende zuidelijke open sterrenhoop, maar met het verkeerde label NGC 7076.
Om via WIKISKY NGC 7076 alsnog te zien te krijgen is het aan te raden het identificatienummer van de helderste ster in NGC 7076 in het zoeksysteem in te geven: USNOA2 1500-08038435.

## Synoniemen
- PK 101+08.1
- Abell 75